# Nordsibirisches Tiefland

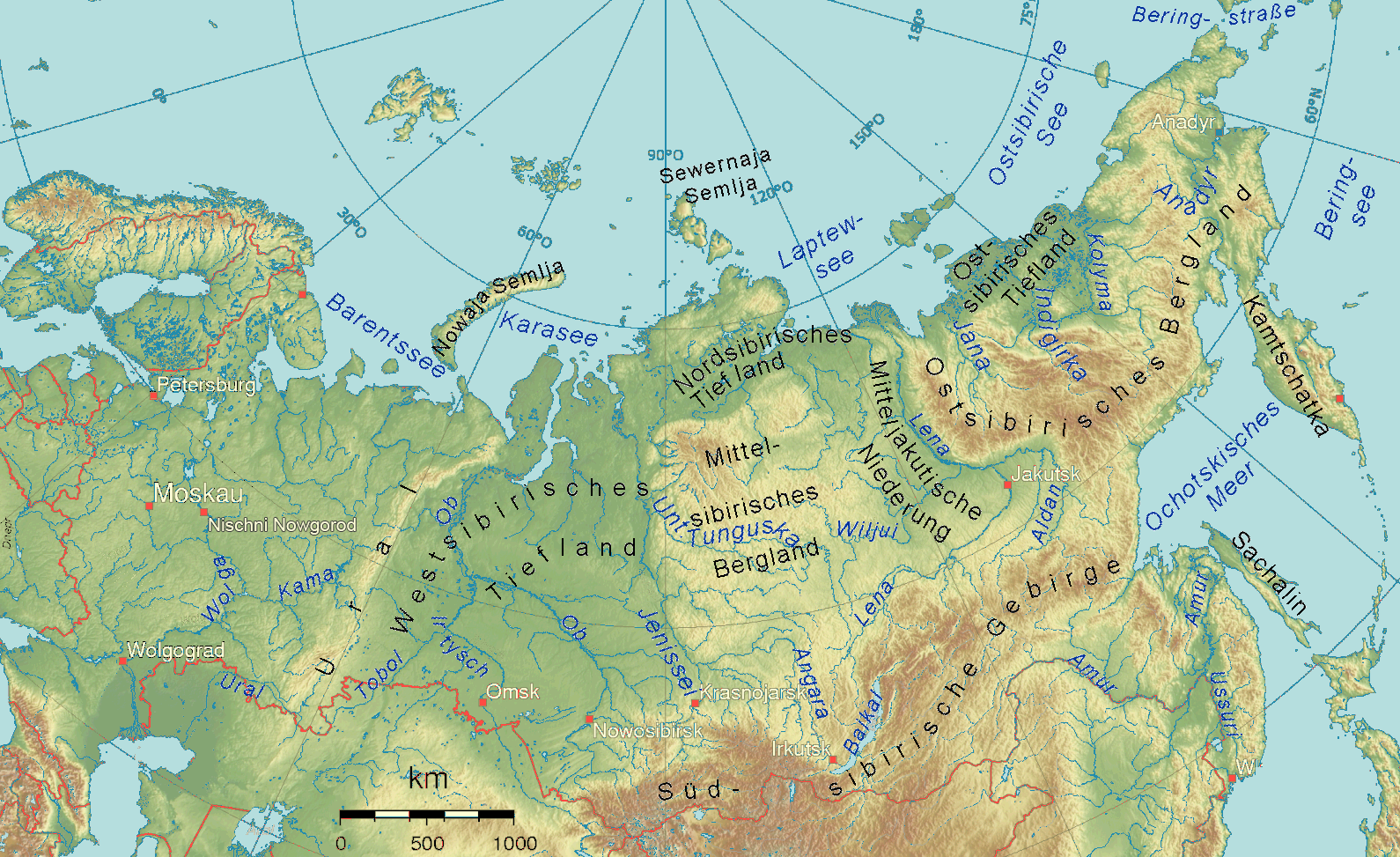
Großlandschaften Sibiriens mit dem Nordsibirischen Tiefland im Norden

Das Nordsibirische Tiefland ist eine der acht russischen Großlandschaften in Sibirien. Es liegt im Norden der Region Krasnojarsk und im Nordwesten der Republik Sacha (Jakutien). Es befindet sich im Ganzen nördlich des Polarkreises und südlich der Küste des Nordpolarmeeres, etwa zwischen den Mündungen von Jenissei und Olenjok. Landeinwärts wird das Tiefland vom Mittelsibirischen Bergland begrenzt.

## Geographische Lage
Das Nordsibirische Tiefland umfasst die Gebiete zwischen den Randmeeren des Arktischen Ozeans im Norden und dem südlich befindlichen Mittelsibirischen Bergland – mit dem westlichen Putorana-Gebirge und dem östlich davon gelegenen Anabarplateau – sowie zwischen dem Nordende des Westsibirischen Tieflands im Westen und der Olenjokmündung im Osten. Mittelpunkt dieses Gebiets ist die Taimyrsenke, die sich nördlich des Mittelsibirischen Berglands und südlich der Taimyrhalbinsel mit dem Byrrangagebirge und dem südlich dieses Gebirges befindlichen Taimyrsee erstreckt. Das Tiefland ist in West-Ost-Richtung etwa 1400 km lang, in Nord-Süd-Richtung maximal rund 600 km breit und bis etwa 300 m hoch.
Insbesondere im Westen ist die Abgrenzung des Tieflands nicht eindeutig festzulegen, weil das Gebiet westlich des Jenisseigolfs nahtlos in den Nordteil des Westsibirischen Tieflands übergeht; als seine äußerste westliche Abgrenzung kann der jenseits des Obbusens befindliche Nordteil des Ural angesehen werden. In westlicher Richtung gehören nach dieser Betrachtungsweise auch die Gydan-Halbinsel und die Jamal-Halbinsel, die durch den Obbusen voneinander getrennt sind und in die Karasee hineinragen, zum Nordsibirischen Tiefland.
In Richtung Osten stößt das Tiefland über den Chatangagolf an die arktische Laptewsee. Seine äußerste Ostgrenze ist jenseits des Olenjek der Nordteil der Czekanowskiberge, östlich von denen sich die Mündung der Lena befindet.

## Geologie
Geologisch betrachtet setzt sich das Tiefland aus glazialen Ablagerungen von Sandsteinen und Schiefern zusammen. Es gibt Lagerstätten von Erdöl, Erdgas und Kohle.

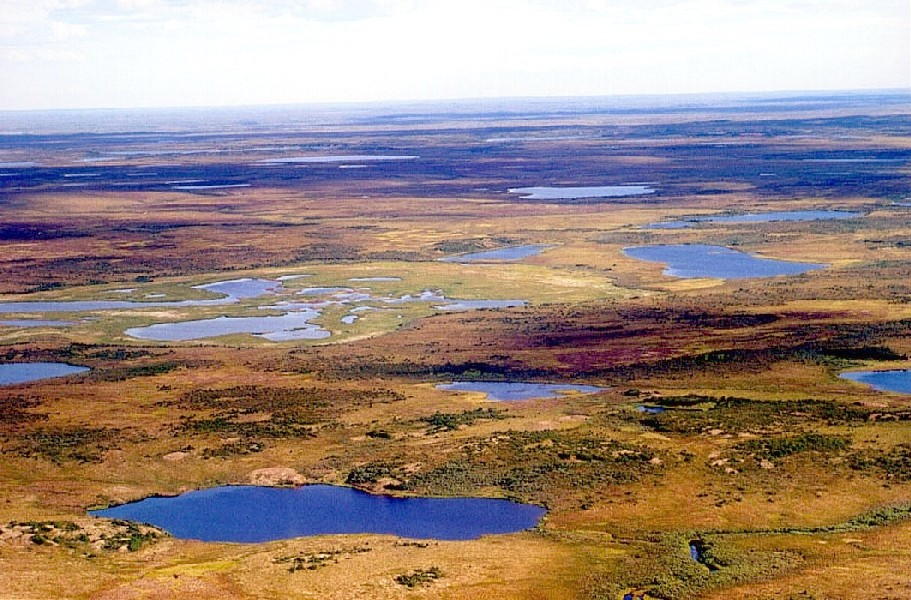
Tundra bei Dudinka

## Landschaftsbild
Bestimmt wird das größtenteils sumpfige Tiefland im Norden durch Tundra und Waldtundra. In diesen nördlichen Regionen können sich wegen des Permafrostbodens kaum hohe Pflanzen, wie Bäume, entwickeln, sondern es herrschen Moose, Sträucher und Farne vor. Weiter südlich breiten sich spärlich Lärchenwälder aus.

## Gewässer

### Fließgewässer
Die zwei das Nordsibirische Tiefland begrenzenden Hauptflüsse sind der Jenissei im Westen und der Olenjok im Osten. Weitere Flüsse sind (von West nach Ost):
- Pjassina
- Cheta
- Kotui
- Chatanga
- Anabar

### Stillgewässer
Im Nordsibirischen Tiefland gibt es zahlreiche Seen, unter denen der Taimyrsee der größte ist. Weitere Seen sind alphabetisch sortiert:
- Baikuraturkusee
- Kungassalachsee
- Labassee
- Pjassinosee
- Portnjaginosee

## Ortschaften
Im Bereich des Nordsibirischen Tieflands liegen unter anderem folgende Ortschaften (von West nach Ost):
- Dudinka
- Norilsk
- Chatanga

Koordinaten: 72° 0′ 0″ N, 101° 0′ 0″ O